# Светлый Лог
Светлый Лог — хутор в Калачёвском районе Волгоградской области России. Входит в состав Пятиизбянского сельского поселения. Население 343 чел. (2010) .

## История
В соответствии с Законом Волгоградской области от 20 января 2005 года № 994-ОД «Об установлении границ и наделении статусом Калачёвского района и муниципальных образований в его составе», хутор вошёл в состав образованного Пятиизбянского сельского поселения.

## География
Расположен в юго-западной части региона, в степной зоне, в пределах Ергенинской возвышенности, относящейся к Восточно-Европейской равнине. Есть пруд. Разделен на три обособленных квартала.
Уличная сеть состоит из шести географических объектов: ул. Вишневая, ул. Логовская, ул. Прудовая, ул. Садовая, ул. Степная, ул. Школьная.
Абсолютная высота 89 метров над уровнем моря.

## Население
| 2010 |
| ---- |
| 343  |

Гендерный состав
По данным Всероссийской переписи населения 2010 года в гендерной структуре населения из человек мужчин — , женщин — (% соответственно).
Национальный состав
Согласно результатам переписи 2002 года, в национальной структуре населения
русские составляли 54 %, чеченцы 30 % из общей численности населения в 469 чел..

## Инфраструктура
Логовская основная школа (Школьная ул., 1).
Отделение почтовой связи, (Школьная ул., 10).
Развитое сельское хозяйство. Личное подсобное хозяйство.

## Транспорт
Подъезд от автомобильной дороги М-21 «Волгоград — Каменск-Шахтинский» к х. Светлый Лог (идентификационный номер 18 ОП РЗ 18К-03-8). Остановка «Светлый Лог». Автобусный маршрут 106 (по состоянию на 2018 г.).
Просёлочные дороги.